# Polikarp Girsztowt
Polikarp Girsztowt (ur. 15 lutego 1827 w Grynkiszkach, zm. 11 listopada 1877 w Warszawie) – polski lekarz chirurg, pedagog i wydawca.

## Życiorys
Pierwsze nauki pobierał w Kiejdanach, następnie uczęszczał do gimnazjum w Wilnie. Ukończył medycynę na Akademii Wojskowo-Chirurgicznej w Petersburgu. W 1852 roku uzyskał stopień doktora medycyny. W latach 1853–1856 pracował jako chirurg w czasie wojny krymskiej. Wytrzymał
razem z załogą oblężenie Sewastopola, za co w uznaniu zasług uzyskał odznaczenie.
Przyjechał do Warszawy w 1858. Od 1859 profesor chirurgii w Akademii Medyko-Chirurgicznej w Warszawie, następnie Szkoły Głównej w Warszawie i Uniwersytetu Warszawskiego. Założyciel prowizorycznej kliniki w Szpitalu Ujazdowskim dla potrzeb kształcenia studentów. Był organizatorem służby zdrowia w czasie powstania styczniowego.
Założyciel, redaktor i wydawca „Gazety Lekarskiej“, wydawanej od 1866 roku, oraz wydawnictwa „Biblioteka Umiejętności Lekarskich“. Napisał szereg artykułów, prac i rozpraw naukowych z dziedziny chirurgii. Był autorem biogramów wybitnych lekarzy publikowanych w „Tygodniku Ilustrowanym“. Założył specjalną drukarnię przy ul. Świętokrzyskiej 9, w której drukowano czasopisma i podręczniki. 
5 listopada 1877 został napadnięty i okaleczony nożem w tętnicę udową lewej nogi. Zamach został dokonany przez szaleńca z powodu urojonej obrazy osobistej. Pomimo szybkiej interwencji chirurgicznej i podwiązania uszkodzonego naczynia, 12 listopada po 7 dniach zmarł. Jako przyczynę śmierci do wiadomości publicznej podano zakażenie krwi (posocznicę).
Został pochowany na cmentarzu Powązkowskim w Warszawie (aleja pod katakumbami, grób 58/59).